# Gruppo Sportivo Mira 1984-1985
Questa voce raccoglie le informazioni riguardanti  il Gruppo Sportivo Mira nelle competizioni ufficiali della stagione 1984-1985.

## Rosa
| N. |                   | Ruolo | Calciatore         |
| -- | ----------------- | ----- | ------------------ |
|    | Italia (bandiera) | C     | Alfredo Bernardini |
|    | Italia (bandiera) |       | Bertoldo           |
|    | Italia (bandiera) | C     | Nello Berton       |
|    | Italia (bandiera) | C     | Luigi Biasiolo     |
|    | Italia (bandiera) | D     | Renzo Bonato       |
|    | Italia (bandiera) |       | Borsato            |
|    | Italia (bandiera) | D     | Andrea Busetto     |
|    | Italia (bandiera) | A     | Maurizio Campi     |
|    | Italia (bandiera) | D     | Stefano Celegato   |
|    | Italia (bandiera) | D     | Stefano Corò       |
|    | Italia (bandiera) |       | Cosma              |
|    | Italia (bandiera) | C     | Michele Forin      |
|    | Italia (bandiera) | D     | Paolo Fruet        |

| N. |                   | Ruolo | Calciatore           |
| -- | ----------------- | ----- | -------------------- |
|    | Italia (bandiera) |       | Fulchignoni          |
|    | Italia (bandiera) | C     | Alessandro Gallina   |
|    | Italia (bandiera) | C     | Ruggero Galuppo      |
|    | Italia (bandiera) | A     | Ennio Gazzetta       |
|    | Italia (bandiera) | A     | Attilio Gementi      |
|    | Italia (bandiera) | D     | Federico Giolo       |
|    | Italia (bandiera) |       | Marinaz              |
|    | Italia (bandiera) | A     | Guglielmo Martinelli |
|    | Italia (bandiera) |       | Michieli             |
|    | Italia (bandiera) | D     | Massimo Pattaro      |
|    | Italia (bandiera) | P     | Carlo Romio          |
|    | Italia (bandiera) | C     | Alessandro Scarpa    |
|    | Italia (bandiera) | D     | Giovanni Tasca       |